# Anna Thunell
Anna Rut Ellen Thunell (tidigare Johansson), född 25 oktober 1983 i Oskars församling, Kalmar län, är en svensk miljöpartistisk politiker. Sedan 2015 är hon kommunalråd i Västerås kommun tillsammans med Markus Lindgren. 
Thunell är 2022 ordförande i Tekniska nämnden och Miljö- och konsumentnämnden i Västerås kommun. 
Vid sidan om politiken är Thunell utbildad undersköterska, och har jobbat inom äldreomsorgen.